# Malcolm Cannon
Pour les articles homonymes, voir Cannon.
Malcolm Cannon, né le 22 juin 1944 à Birmingham (Midlands de l'Ouest), est un patineur artistique britannique. Il pratique le patinage en individuel et en danse glace.

## Biographie

### Carrière sportive
En individuel, Malcolm Cannon est double champion de Grande-Bretagne en 1964 et 1965. Il représente son pays à trois championnats européens (1962 à Genève, 1963 à Budapest et 1966 à Bratislava), deux mondiaux (1963 à Cortina d'Ampezzo et 1966 à Davos), et aux Jeux olympiques d'hiver de 1964 à Innsbruck.
En danse sur glace, il patine avec Yvonne Suddick. Ensemble, ils sont doubles vice-champions de Grande-Bretagne en 1967 et 1968, derrière Diane Towler et Bernard Ford. Ils représentent leur pays à deux championnats européens où ils remportent deux médailles d'argent (1967 à Ljubljana et 1968 à Västerås), et deux mondiaux où ils conquièrent respectivement une médaille de bronze et une médaille d'argent (1967 à Vienne et 1968 à Genève), et participent à l'épreuve de démonstration de danse sur glace des Jeux olympiques d'hiver de 1968 à Grenoble.
Il arrête sa carrière sportive après les mondiaux de 1968.

## Palmarès
Avec sa partenaire Yvonne Suddick en danse sur glace
| Compétitions en individuel      | 1961 | 1962 | 1963 | 1964 | 1965 | 1966 | 1967 | 1968 |  |  |  |  |  |  |  |
| Jeux olympiques d'hiver         |      |      |      | 20e  |      |      |      |      |  |  |  |  |  |  |  |
| Championnats du monde           |      |      | 18e  |      |      | 18e  |      |      |  |  |  |  |  |  |  |
| Championnats d’Europe           |      | 12e  | 12e  |      |      | 15e  |      |      |  |  |  |  |  |  |  |
| Championnats de Grande-Bretagne | 3e   | 2e   | 1er  | 2e   | 2e   | 1er  |      |      |  |  |  |  |  |  |  |
|                                 |      |      |      |      |      |      |      |      |  |  |  |  |  |  |  |
| Compétitions en danse sur glace | 1961 | 1962 | 1963 | 1964 | 1965 | 1966 | 1967 | 1968 |  |  |  |  |  |  |  |
| Championnats du monde           |      |      |      |      |      |      | 3e   | 2e   |  |  |  |  |  |  |  |
| Championnats d’Europe           |      |      |      |      |      |      | 2e   | 2e   |  |  |  |  |  |  |  |
| Championnats de Grande-Bretagne |      |      |      |      |      |      | 2e   | 2e   |  |  |  |  |  |  |  |
|                                 |      |      |      |      |      |      |      |      |  |  |  |  |  |  |  |